# Beckett (New Jersey)
Beckett – jednostka osadnicza w Stanach Zjednoczonych, w stanie New Jersey, w hrabstwie Gloucester.